# モクテスマ2世
モクテスマ2世（Moctezuma II, 1466年 - 1520年7月1日）またはモンテスマ（Montezuma）、モテクソマ（Motecuhzomaa）は、メシカ族の、アステカの第9代の君主（在位：1502年 - 1520年）。ナワトル語で「若き君主」という意味を持つショコヨツィン（Xocoyotzin）の名でも呼ばれる。彼の治世の間にメソアメリカ文明とヨーロッパの最初の接触があり、最後はスペインのアステカ征服の過程で激怒したアステカ市民から無数の石を投げつけられて死亡した（エルナン・コルテス部下のスペイン人に殺されたとの異説もある）。在位中には積極的な遠征と中央集権化をすすめ、アステカの最大版図を築いた。

## 事跡

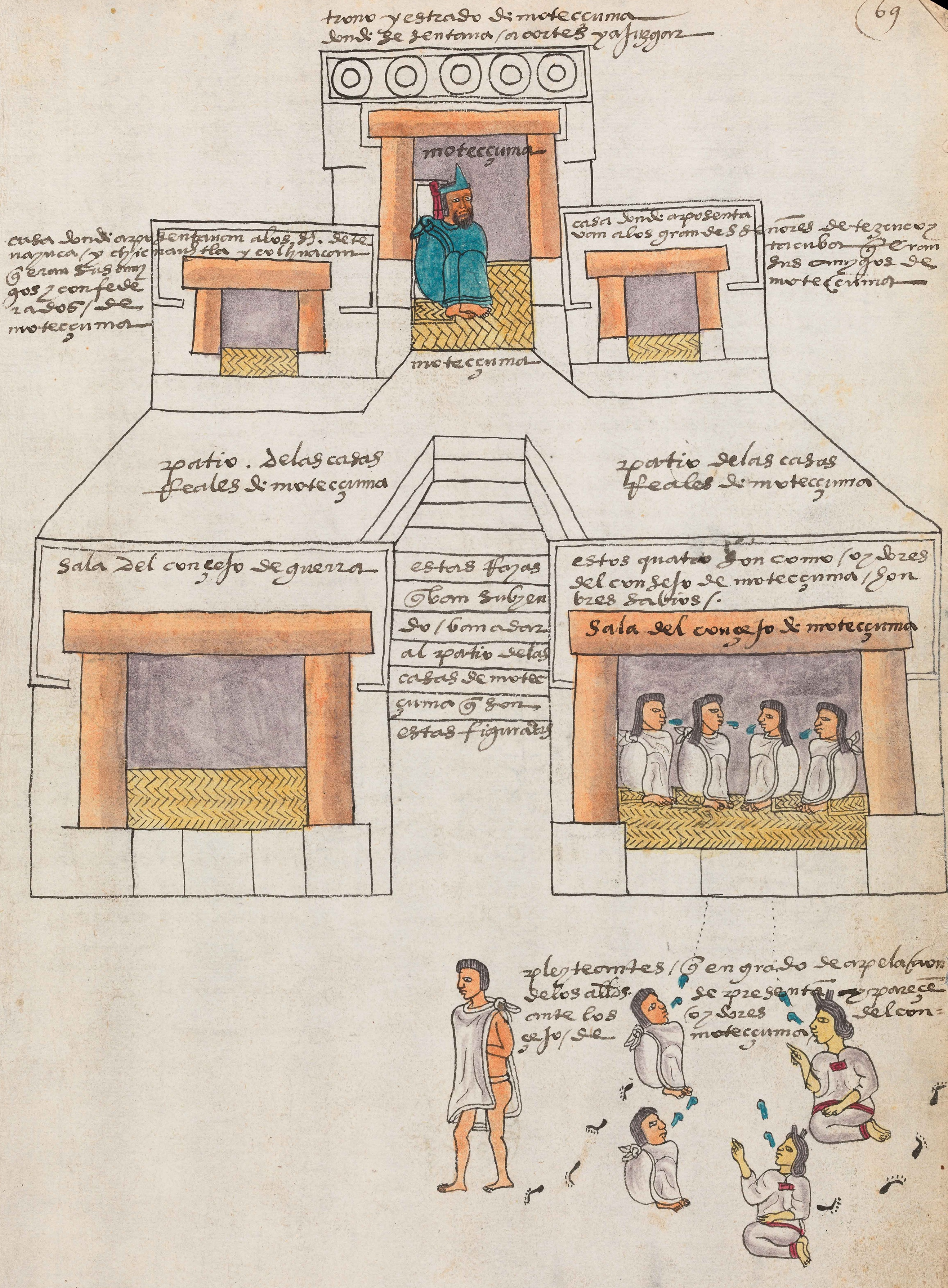
1542年のモクテスマの宮殿

1502年、テノチティトランにおいて35歳で王位についた彼は、叔父で前王のアウィツォトルが採用した官僚に代え、由緒ある家系の者を登用した。メシカ族は1428年以来、同言語群の部族であるテスココ・トラコパン（タクバ）と三国同盟を結んでいた。
1504年、モクテスマ2世はチャルコにあったテスココの領地を占領し、1516年に甥のカカマツィンをテスココの君主に据え、中央集権化を図った。
1519年、エルナン・コルテスらコンキスタドールがアステカに訪れたこの年は、アステカの暦で「一の葦の年」と呼ばれ、メシカ族にとっては生贄の習慣を嫌う神であるケツァルコアトル（羽毛の蛇）が帰還する年でもあった。この出来事の10年ほど前からアステカでは不吉な予兆が見られており、北の夜空に彗星が現れたり、火山が爆発しテスココの湖が煮えたぎるなどの現象が占星術師らによって、厄災が起こる前触れと判断された。この占星術師たちは悪い言葉を運んだものを殺せば厄を防げるという観念からモクテスマ2世によって縛り首にされたとも、餓死させられたとも言われる。テスココの領主であり、モクテスマ2世の助言者であったネサワルピリも悪夢から厄災を予言している。
1519年11月8日、モクテスマ2世はカカマツィンの兄弟でイスタパルパ領主のクイトラワクの案内でテノチティトランにやってきたコルテスに初めて出会った。この時、コルテスはモクテスマ2世と抱擁しようとしたが、同席していたカカマツィンとクイトラワクに止められたという。コルテスは首にかけていたガラス玉を外してモクテスマ2世の首にかけ、モクテスマ2世も巻貝の殻でできた首飾りをコルテスにかけたという。モクテスマ2世は、それまでスペイン人に呪術をかけるため妖術師をコルテスの一団に送り込んだが、いずれも効果がなかったため、コルテスをケツァルコアトル神の使い（もしくは神そのもの）と信じていた。コルテスはメシカ族が最高神と崇める存在であり、生贄を要求するウィツィロポチトリ（南の蘇生した戦士）とテスカトリポカ（噴煙の鏡）の神殿に案内され、そこで生贄から取り出された心臓と血で汚れた祭壇を見せられた。また、モクテスマ2世はケツァルコアトルから譲り受けた王位をコルテスに返還すると言ったという。しかし、コルテスは「あなたのあがめる偶像は、我々が悪魔とみなす存在である。あなたの神殿に聖母マリアの像を建てさせてほしい」と語り、モクテスマ2世を困惑させ、彼はそれを拒否した。するとコルテスはいくつかの神像を階段から落として破壊した。
　コルテスは、モクテスマに王国の自治権を認める代わりに改宗を迫る。モクテスマは、コルテスに渡航費用の一部を負担しようと申し出、黄金の貯蔵された宮殿を案内する。
11月14日、コルテスは元々トトナコ人の土地であるベラクルスに築いた都市に対し、税金を納めないトトナコ人を匿っているとしてメシカ人の総督クアウポポカが攻撃したことを口実に、モクテスマ2世を幽閉し、その後有力者となったカカマツィンを、反乱を企てたとして捕縛した。
コルテスは、モクテスマ2世により1519年に宣戦され、三国同盟に反感を抱いていたトラスカラや、モクテスマ1世の時代に侵略された恨みを持つチャルコ、さらにテパネなどを味方につけており、アステカ王国を征服する可能性を見出していた。そして1520年5月16日、テノチティトランの神殿で執り行われていたテスカトリポカの祭礼のため一堂に集まった最高位の神官と貴族を、コルテスの部下のアルバラードが虐殺したという。そして彼らの豪華な装身具は収奪された。襲撃自体にはコルテスは関わっておらず、コルテスのまったく知らないところで行われたためコルテスは激怒したという。この事件以降暴徒と化したメシカ族を抑えるためコルテスは6月29日、モクテスマ2世に神父を派遣し、攻撃者を説得するよう要求した。
モクテスマ2世はアステカの兵士の前に立ち、攻撃の中止を訴えた。だが、アステカ軍の代表は、モクテスマ2世の前に進み出て、涙を流しながらこう述べた。

我々はもう新しい王を選んでしまいました。我々は軍神に、貴方の安全を毎日祈願しています。だが、我々は戦いの手を緩める事は出来ません。然し、もし神々の御心通りこの戦いが終われば、その時こそ、貴方を再び王として迎え、前にも増して尊敬を捧げるでありましょう。

そう言い終わるか言い終わらないうちに、モクテスマ2世に雨のような石と投げ槍が投げられ、彼の頭部や胸部を直撃した
。最初は致命傷には見えなかったが、翌日には傷が元で息を引き取った。死後5時間経過しており、ある者は、彼が剣で串刺しにされたと言う。コルテスとの出会いから約半年後の出来事であった。

## 人物
- メンドーサ古写本に含まれている年代記によれば、彼は「教養があり、また、占星術師として、哲学者としてすべての技芸に優れた人物」であったという[16]。

- スペイン側の記述によれば、モクテスマ2世は「背が高く、均整が取れ、無駄な脂肪は見られない。肌は褐色、髪は両耳を覆うくらいであった。黒色の顎鬚は薄く、良い形をしていた。面長な顔つきで、目つきは穏やか。身なりは清潔だった」という[17]。

## その他
- モクテスマはナワトル語で「勇気ある王侯」という意味がある[18]。